# Örebro segelflygklubb
Örebro segelflygklubb ligger bredvid Örebro länsflygplats, någon mil väster om Örebro.
Örebro segelflygklubb är en med svenska mått stor segelflygklubb med sina 150 medlemmar, varav 40 flyger aktivt. Klubben har 5 flygplan, varav 3 är tvåsitsiga. Klubben har även ett bogserflygplan av typen Piper Pawnee, samt en motorseglare som efter motorbyte går att bogsera med. Klubben innehar några av världens främsta tävlingsflygare och håller sig väl framme på större tävlingar såsom EM, VM etc. Klubben satsar också på rekrytering av nya medlemmar så att fler människor ska känna den fantastiska frihteskänsla att få "luft under sina vingar".